# Handball-Oberliga Bayern
Die Handball-Oberliga Bayern wurde im Zuge einer Ligenstrukturreform des Deutschen Handballbundes (DHB) zur Saison 2024/25 eingeführt. Sie wird unter dem Dach des Bayerischen Handballverbandes (BHV) organisiert und ist die zweithöchste Spielklasse im Landesverband. Sie ersetzt die bis dahin bestehende Landesliga Bayern. Die Oberliga ist nach der Bundesliga, der 2. Bundesliga, der 3. Liga und der Regionalliga Bayern eine der fünfthöchsten Spielklassen im deutschen Handball.
Neben der Bayerischen Meisterschaft wird auch der Molten-CUP (BHV-Pokal) auf Landesebene ausgespielt. Der Cupsieger dieses Wettbewerbes ist Bayerischer Pokalsieger und für die Teilnahme am DHB-Amateur-Pokal qualifiziert. Die Finalisten des Amateur-Pokals sind für die folgende Saison zur Teilnahme am DHB-Pokal berechtigt, bei den Frauen ist der Bayerische Pokalsieger direkt für die erste Hauptrunde des DHB-Pokals (Frauen)  qualifiziert.

## Geschichte
Nach Abschluss der Vorsaison hatten sich je 24 Vereine, Männer und Frauen, für die Oberliga-Bayern qualifiziert. Dies waren drei Absteiger aus der Bayernliga, dreizehn Mannschaften aus der Landesliga und acht Aufsteiger aus den Bezirksoberligen. Bei den Frauen kamen fünf Absteiger aus der Bayernliga (Frauen), elf Teams aus der Landesliga und acht Aufsteiger aus den Bezirksoberligen hinzu.
Die Oberliga teilt sich in die Gruppen Nord und Süd auf. Dabei qualifizieren sich jeweils die Gruppenmeister für die Regionalliga Bayern Als Unterbau der Landesliga dienen die bayerischen Bezirksoberligen aus Unterfranken, Oberfranken, Mittelfranken, Ostbayern, Schwaben, Altbayern, Alpenvorland, Oberbayern und Aschaffenburg/Miltenberg.

## Oberligasaison 2025/26

### Teilnehmer
Die bisher qualifizierten Vereine zur Saison 2025/26
| Männer Nord - TSV Roßtal (A) - TV Marktsteft - SG Helmbrechts/Münchberg - SG Auerbach/Pegnitz - SG DJK Rimpar II - HSV Hochfranken - ESV 1927 Regensburg - ASV 1863 Cham - HSG Rödental/Neustadt (N) - Waldbüttelbrunn II (N) - MTV Stadeln (N) - TSV Sauerlach (N) | Männer Süd - HSG Lauf/Heroldsberg (A) - TSV Simbach - SC U´hofen-Germering - TSV Herrsching - TSV Ottobeuren - TSV Friedberg - HSG Dietmannsried/Altusried - HT München II - TSV Aichach (N) - SVW Burghausen (N) - Eichenauer SV (N) - HC Forchheim (N) | Frauen Nord - TSV Wendelstein (A) - HSV Bergtheim (A) - HBC Nürnberg - TV Marktsteft - HSG Pleichach - HG Zirndorf - Nabburg/Schwarzenfeld - SG Helmbrechts/Münchberg - HSG Volkach (N) - Weidhausen-Ebersdorf (N) - 1. FC Nürnberg (N) - SG Frankenpower (N) | Frauen Süd - HCD Gröbenzell 2 (A) - HC Donau/Paar - TSV Simbach - TSV Haunstetten II - TSV Herrsching II - HSG Würm-Mitte 22 II - TSV Aichach - Kissinger SC - SC U´hofen-Germering - TG Landshut (N) - SG Biessenhofen-Marktoberdorf (N) - TSV EBE Forst United II (N) |

- (A) = Absteiger aus der Bayernliga, (N) = Neu in der Liga, (R) = Rückzug, (RE) = Noch Relegationsteilnehmer Stand 1. Mai 2025